# Tasmanoonops parvus
Tasmanoonops parvus là một loài nhện trong họ Orsolobidae.
Loài này thuộc chi Tasmanoonops. Tasmanoonops parvus được Raymond Robert Forster & Norman I. Platnick miêu tả năm 1985.